# Ландау-ан-дер-Ізар
Ландау-ан-дер-Ізар (нім. Landau an der Isar) — місто в Німеччині, знаходиться в землі Баварія. Підпорядковується адміністративному округу Нижня Баварія. Входить до складу району Дінгольфінг-Ландау.
Площа — 84,37 км2. Населення становить 13 698 ос. (станом на 31 грудня 2020).